# Albumy numer jeden w roku 2005 (Polska)
Artykuł prezentuje listę albumów numer jeden w notowaniu OLiS w roku 2005.

## Historia listy
| Data publikacji | Album                                         | Wykonawca           | Źródło |
| --------------- | --------------------------------------------- | ------------------- | ------ |
| 3 stycznia      | The Best Smooth Jazz... Ever                  | Różni wykonawcy     | [ 1 ]  |
| 10 stycznia     | Bravo Hits Zima 2005                          | Różni wykonawcy     | [ 2 ]  |
| 17 stycznia     | The Best Smooth Jazz... Ever                  | Różni wykonawcy     | [ 3 ]  |
| 24 stycznia     | The Best Smooth Jazz... Ever                  | Różni wykonawcy     | [ 4 ]  |
| 31 stycznia     | The Best Smooth Jazz... Ever                  | Różni wykonawcy     | [ 5 ]  |
| 7 lutego        | The Way Up                                    | Pat Metheny Group   | [ 6 ]  |
| 14 lutego       | In the Room                                   | Krzysztof Kiljański | [ 7 ]  |
| 21 lutego       | In the Room                                   | Krzysztof Kiljański | [ 8 ]  |
| 28 lutego       | In the Room                                   | Krzysztof Kiljański | [ 9 ]  |
| 7 marca         | In the Room                                   | Krzysztof Kiljański | [ 10 ] |
| 14 marca        | In the Room                                   | Krzysztof Kiljański | [ 11 ] |
| 21 marca        | In the Room                                   | Krzysztof Kiljański | [ 12 ] |
| 29 marca        | In the Room                                   | Krzysztof Kiljański | [ 13 ] |
| 4 kwietnia      | Top Kids 3                                    | Różni wykonawcy     | [ 14 ] |
| 11 kwietnia     | Top Kids 3                                    | Różni wykonawcy     | [ 15 ] |
| 18 kwietnia     | Top Kids 3                                    | Różni wykonawcy     | [ 16 ] |
| 25 kwietnia     | Jan Paweł II – Tryptyk Rzymski                | Stanisław Soyka     | [ 17 ] |
| 2 maja          | Bravo Hits Wiosna 2005                        | Różni wykonawcy     | [ 18 ] |
| 16 maja         | The Best & The Rest                           | Kayah               | [ 19 ] |
| 23 maja         | The Best & The Rest                           | Kayah               | [ 20 ] |
| 30 maja         | The Best & The Rest                           | Kayah               | [ 21 ] |
| 6 czerwca       | The Best Smooth Jazz... Ever! vol. 2          | Różni wykonawcy     | [ 22 ] |
| 13 czerwca      | The Best Smooth Jazz... Ever! vol. 2          | Różni wykonawcy     | [ 23 ] |
| 20 czerwca      | Los się musi odmienić                         | Kazik               | [ 24 ] |
| 27 czerwca      | Mini Mini Party                               | Różni wykonawcy     | [ 25 ] |
| 4 lipca         | Mini Mini Party                               | Różni wykonawcy     | [ 26 ] |
| 13 lipca        | Bravo Hits Lato 2005                          | Różni wykonawcy     | [ 27 ] |
| 18 lipca        | Bravo Hits Lato 2005                          | Różni wykonawcy     | [ 28 ] |
| 25 lipca        | Radio Zet Tylko wielkie przeboje na lato 2005 | Różni wykonawcy     | [ 29 ] |
| 1 sierpnia      | Radio Zet Tylko wielkie przeboje na lato 2005 | Różni wykonawcy     | [ 30 ] |
| 8 sierpnia      | Radio Zet Tylko wielkie przeboje na lato 2005 | Różni wykonawcy     | [ 31 ] |
| 16 sierpnia     | Crazy Hits                                    | Crazy Frog          | [ 32 ] |
| 22 sierpnia     | Crazy Hits                                    | Crazy Frog          | [ 33 ] |
| 29 sierpnia     | Crazy Hits                                    | Crazy Frog          | [ 34 ] |
| 5 września      | Mandarynkowy sen.com2me                       | Mandaryna           | [ 35 ] |
| 12 września     | Mandarynkowy sen.com2me                       | Mandaryna           | [ 36 ] |
| 19 września     | Crazy Hits                                    | Crazy Frog          | [ 37 ] |
| 26 września     | Crazy Hits                                    | Crazy Frog          | [ 38 ] |
| 3 października  | Jednym tchem                                  | Andrzej Piaseczny   | [ 39 ] |
| 10 października | A.E.I.O.U.                                    | Sistars             | [ 40 ] |
| 17 października | A.E.I.O.U.                                    | Sistars             | [ 41 ] |
| 24 października | Playing the Angel                             | Depeche Mode        | [ 42 ] |
| 31 października | Playing the Angel                             | Depeche Mode        | [ 43 ] |
| 14 listopada    | Live from Gdańsk – Koncert w Stoczni          | Jean-Michel Jarre   | [ 44 ] |
| 21 listopada    | Live from Gdańsk – Koncert w Stoczni          | Jean-Michel Jarre   | [ 45 ] |
| 28 listopada    | Confessions on a Dance Floor                  | Madonna             | [ 46 ] |
| 5 grudnia       | Teraz płynę                                   | Beata Kozidrak      | [ 47 ] |
| 12 grudnia      | Teraz płynę                                   | Beata Kozidrak      | [ 48 ] |
| 19 grudnia      | Poligono Industrial                           | Kult                | [ 49 ] |
| 27 grudnia      | Poligono Industrial                           | Kult                | [ 50 ] |